# Sebastian Joseph-Day
Sebastian Joseph-Day (Stroudsburg, Pensilvania, 21 de marzo de 1995) es un jugador profesional estadounidense de fútbol americano que se desempeña en la posición de defensive tackle en Tennessee Titans, equipo de la National Football League (NFL).

## Carrera
Fue seleccionado en la sexta ronda en la Reunión Anual de Selección de Jugadores de la NFL de 2018. En 2019, hizo su debut profesional con el equipo Los Angeles Rams, en el cual jugó tres temporadas (2019-2022), después pasó a Los Angeles Chargers (2022-2023), luego a San Francisco 49ers (2023-2024), posteriormente a Tennessee Titans, donde lleva jugando una temporada.